# Campioni italiani assoluti di atletica leggera - Salto triplo da fermo maschile
Questa pagina raccoglie un elenco di tutti i campioni italiani dell'atletica leggera nella specialità del salto triplo da fermo, dall'edizione dei campionati del 1913 fino a quella del 1922. A partire dal 1923 fu eliminato dal programma delle gare della competizione.

## Albo d'oro
| Anno | Atleta (società)                       | Prestazione            |
| ---- | -------------------------------------- | ---------------------- |
| 1913 | Mario Gnocchi ?                        | 8,93 m                 |
| 1914 | Oreste Zaccagna ?                      | 9,30 m                 |
| 1915 | Edizioni non disputate                 | Edizioni non disputate |
| 1916 | Edizioni non disputate                 | Edizioni non disputate |
| 1917 | Edizioni non disputate                 | Edizioni non disputate |
| 1918 | Edizioni non disputate                 | Edizioni non disputate |
| 1919 | Oreste Zaccagna ?                      | 8,65 m                 |
| 1920 | Adolfo Contoli Virtus Atletica Bologna | 8,87 m                 |
| 1921 | Adolfo Contoli Virtus Atletica Bologna | 9,42 m                 |
| 1922 | Adolfo Contoli Virtus Atletica Bologna | 9,34 m                 |